# Кучето и влюбените
„Кучето и влюбените“ е български игрален филм (драма) от 1986 година на режисьора Лиляна Пенчева, по сценарий на Борис Крумов и Лиляна Пенчева. Оператор е Людмил Христов. Музиката във филма е композирана от Петър Цанков.

## Актьорски състав
- Йордан Спиров – Йовчо
- Иван Янчев – Фрати злодеят
- Васил Попилиев – Кметът
- Тодор Саваджалиев – Хлебарят
- Тони Николов – Динко
- Лиляна Узунова – Милена
- Христо Николов – Анко
- Емилия Груева – Цвета
- Страхил Витков – Филип
- Адриана Андреева – Майката
- Иван Несторов – Гостът от града
- Любомир Димов – Придружителят
- Боян Милушев – Шофьорът